# Colnic, Argeș
Colnic este un sat în comuna Valea Mare Pravăț din județul Argeș, Muntenia, România.